# Амадей IX
Амадей IX Блаженний (італ. Amedeo IX il Beato; 1 лютого 1435 — 30 березня 1472) — герцог Савойський в 1465—1472 роках.

## Життєпис
Походив з Савойського дому. Старший син Людовика I, герцога Савойського, та Анни Лузіньян. Народився 1435 року в Тонон-ле-Бені. З дитинства страждав на епілепсію. 1452 року мати влаштувала шлюб із сестрою короля Франції Людовика XI.
У 1465 році після смерті батька успадкував герцогство Савойське. Втім значний вплив на державне управління отримала мати. Амадей IX потрапив під вплив Франції, якій допомагав у протистоянні зі Священною Римською імперією в боротьбі за альпійські перевали. Також підтримав швагра Людовика XI у протистоянні з Карлом I, герцогом Бургундії. Підтримав обмін гарфства Брессе, що належав Філіппу, братові Амадея IX, на землі в П'ємонті.
Надавав значну підтримку францисканським ченцям. 1469 року через важку хворобу оголосив про бажання зректися влади, передавши регентство дружині при підтримці регентської ради. У відповідь брати Філіпп, Яків і Людовик, граф Женеви, повстали проти Амадея IX. 1470 року за підтримки французів придушив повстання, після чого перебрався до м. Верчеллі. 1471 року здійснив прощу до монастиря Сен-Клод. 
Помер 1472 року в Верчеллі. Йому спадкував син Філіберт. 1677 року Амадея IX було беатифіковано папою римським Інокентієм XI.

## Родина
Дружина — Іоланда, донька Карла VII Валуа, короля Франції
Діти:
- Людовик (1453)
- Анна (1455—1480), дружина Фредеріка I, короля Неаполю
- Карл (1456—1471), князь П'ємонту
- Марія (1460—1511), дружина Філіппа фон Гахберг-Сазенберга
- Луїза (1461—1503), дружина Гуго де Шалона
- Філіберт (1465—1482), герцог Савойський
- Бернард (1467)
- Карл (1468—1490), герцог Савойський
- Яків Людовик (1470—1485), граф Женеви
- Джан Клаудіо Галеаццо (1472)